# Philipp Bönig
Philipp Bönig (* 20. März 1980 in Erding) ist ein ehemaliger deutscher Fußballspieler und heutiger -trainer. Zuletzt war er Cheftrainer des VfR Garching.

## Karriere

### Vereine
Philipp Bönig stammt aus einer sportbegeisterten Familie; sein Bruder Sebastian spielte die Hinrunde der Saison 2011/2012 für den Oberligisten BFC Viktoria 1889 und sein jüngerer Bruder Vincent zuletzt vom 1. Juli 2012 bis 31. Dezember 2013 für WAF Brigittenau in der viertklassigen Wiener Stadtliga. Er selbst begann mit sechs Jahren bei Eintracht Freising mit dem Fußballspielen, bei dem er von seinem Vater trainiert wurde. 1994 wechselte er in die Jugendabteilung des FC Bayern München und rückte 1999 in die zweite Mannschaft auf, für die er in der Saison 1998/99 am 24. April 1999 (28. Spieltag), bei der 0:1-Niederlage im Auswärtsspiel gegen den SSV Reutlingen 05, debütierte. Nachdem er in der Folgesaison bereits fünf Ligaspiele bestritten hatte, kam er 2000/01 in 29 von 34 Punktspielen zum Einsatz. 
Zur Saison 2001/02 wurde er vom Zweitligisten MSV Duisburg verpflichtet, für den er in zwei Spielzeiten 66 von 68 Punktspielen bestritt und in jeder ein Tor erzielte. Sein Zweitligadebüt gab er am 27. Juli 2001 (1. Spieltag) bei der 1:4-Niederlage im Heimspiel gegen den LR Ahlen mit Einwechslung für Ralf Keidel in der 58. Minute; sein erstes von nur zwei Toren im deutschen Ligafußball erzielte er am 10. August 2001 (3. Spieltag) beim 3:3-Unentschieden im Heimspiel gegen den SSV Reutlingen 05, mit dem Treffer zum 2:1 in der 58. Minute.
Zur Saison 2003/04 wurde er vom Ligakonkurrenten VfL Bochum verpflichtet, für den er bis Saisonende 2011/12 sowohl in der ersten als auch in der zweiten Bundesliga aktiv war. Mit dem VfL Bochum als Fünftplatzierter der Saison 2003/04 qualifizierte er sich erstmals für den UEFA-Pokal-Wettbewerb, aus dem die Mannschaft in der 1. Runde nach Hin- und Rückspiel gegen Standard Lüttich mit 1:1 nach der Auswärtstorregel ausschied. 
Nach dem Abstieg des Vereins im Sommer 2005 trug er in der Spielzeit 2005/06 mit 19 Punktspielen zum direkten Wiederaufstieg bei. Sein Vertrag in Bochum wurde nach dem Klassenerhalt im Mai 2007 um drei weitere Jahre bis zum Saisonende 2009/10 verlängert. Mit dem Weggang von Thomas Zdebel im Januar 2009 war er dienstältester Profi des VfL Bochum. Bönig bekleidete fast ausschließlich die Position des linken Außenverteidigers; seine Defensivqualitäten waren durch Kampfgeist und Einsatzwillen geprägt. In der Saison 2008/09 wurde er gelegentlich im Mittelfeld auf der linken Außenbahn eingesetzt. 
Von 2012 bis 2015 gehörte er ausschließlich dem Kader der zweiten Mannschaft an, für die er allerdings in der viertklassigen Regionalliga West nicht zum Einsatz kam. Nach insgesamt zwölf Spielzeiten verließ er den Verein, da seine Vertragslaufzeit nicht weiter verlängert wurde.
Am 8. November 2012 gab Ferencvárosi TC die Verpflichtung Bönigs zum ungarischen Rekordmeister bekannt. Sein Debüt in der Nemzeti Bajnokság, der höchsten Spielklasse im ungarischen Fußball, gab er bereits drei Tage später am 14. Spieltag, beim 2:1-Sieg im Heimspiel gegen Debreceni VSC. Bis zum Saisonende absolvierte er noch sieben Ligaspiele und gewann am 24. April 2013 mit Ferencvárosi TC mit einem 5:1-Sieg gegen Videoton FC den ungarischen Liga-Pokal. Sein erstes Ligator erzielte Bönig am 10. Mai 2014 (28. Spieltag) beim 2:1-Sieg im Heimspiel gegen Diósgyőri VTK mit dem Treffer zum 1:0 in der 29. Minute. 2015 gewann er mit der Mannschaft drei Pokale und beendete mit Saisonende seine aktive Fußballerkarriere.  

### Nationalmannschaft
Im Nationaltrikot des DFB spielte er einzig für das Team 2006. Für dieses bestritt er drei Länderspiele: Am 4. September 2003 beim 3:2-Sieg gegen die Auswahlmannschaft Russlands in Aalen, am 21. Oktober 2003 beim 1:0-Sieg gegen die Auswahlmannschaft Schottlands in Aberdeen und am 27. April 2004 beim 1:1-Unentschieden gegen die Auswahlmannschaft Russlands in Moskau. In allen drei Begegnungen spielte er jeweils eine Halbzeit lang.

### Trainerlaufbahn
Zur Saison 2018/19 wurde Bönig Trainer des bayerischen Landesligisten BCF Wolfratshausen, mit dem er am Saisonende als Tabellenvierzehnter abstieg. 
Im März 2019 stellte ihn der Regionalligist VfR Garching als neuen Trainer für die Saison 2019–21 vor. Nach 17 absolvierten Partien trat Bönig von seinem Amt zurück, nachdem sich die Mannschaft seit einigen Spielen in der Abstiegszone befand.

## Erfolge
Als Spieler
- Ungarischer Pokal-Sieger 2015 (mit Ferencváros Budapest)
- Ungarischer Supercup-Sieger 2015 (mit Ferencváros Budapest)
- Ungarischer Ligapokal-Sieger 2013, 2015 (mit Ferencváros Budapest)

## Sonstiges
Der ausgebildete Hörgeräteakustiker ist liiert und hat mit seiner Freundin zwei Töchter.